# Varnhems församling
Varnhems församling var en församling i Skara pastorat i Skara-Barne kontrakt i Skara stift. Församlingen låg i Skara kommun i Västra Götalands län. Församlingen uppgick 2018 i Valle församling.

## Administrativ historik
Församlingen har medeltida ursprung. Namnet var före 1937 även Skarke församling, under 1600-talet också Klostrets församling.
Församlingen utgjorde till 1540 ett eget pastorat för att därefter till 1566 vara moderförsamling i pastoratet Varnhem och Lundby. Från 1566 till 1992 var den moderförsamling i pastoratet Varnhem, Eggby, Istrum, Öglunda och (Norra) Lundby som före 1575 även omfattade Skärvs församling. Från 1992 till 2002 var den moderförsamling i pastoratet Varnhem, Eggby-Istrum, Öglunda och Norra Lundby. Församlingen ingick 2002 i Skara pastorat och införlivade 2006 Norra Lundby församling. Församlingen uppgick 2018 i Valle församling.
Församlingskod var 149505.

## Organister
| Period    | Namn                     | Levnadstid      | Övrigt   |
| --------- | ------------------------ | --------------- | -------- |
| 1673–1706 | Sven Månsson Berg        | 1630-talet–1709 | Organist |
| 1706–1729 | Enok Fredriksson Hultman | 1666–1729       | Organist |
| 1734–1756 | Johan Enoksson Biljer    | 1709–1756       | Organist |
| 1761–1783 | Johan Hallenberg         | 1724–1791       | Organist |
| 1784–1814 | Anders Bergsten          | 1742–1814       | Organist |
| 1814–1848 | Peter Göran Bergsten     | 1781–1848       | Organist |
| 1851–1855 | Ulrik Antimus Widerberg  | 1827–           | Organist |
| 1855–1891 | Erik Alfred Blomberg     | 1834–1891       | Organist |

## Kyrkor
- Varnhems klosterkyrka
- Norra Lundby kyrka